# Parectatosoma hystrix
Parectatosoma hystrix är en insektsart som beskrevs av James Wood-Mason 1879. Parectatosoma hystrix ingår i släktet Parectatosoma och familjen Anisacanthidae. Inga underarter finns listade i Catalogue of Life.